# Тульская улица (Серпухов)
Тульская улица (Серпухов) — улица в центральной части Серпухова, проходящая вдоль левого берега реки Нары. Это одна из самых древних улиц города, проходящая в месте древней так называемой Большой дороги, которая обеспечивала связь древней Москвы с южными районами страны. В настоящее время улица утратила статус одной из главных.

## Описание
Улица берет свое начало переходя из Советской улицы и далее уходит в западном, потом северо-западном, а потом в северном направлении. Заканчивается на пересечении с Оборонной улицей. Также на своем пути улица пересекает небольшую реку Серпейку, которая впоследствии впадает в реку Нару.
Нумерация домов улицы начинается со стороны Советской улицы.
Улицу пересекают улица Володарского (в районе Шуруповского моста) и в самом конце Оборонная улица.
Справа по ходу движения со стороны начала улицы примыкает проезд на улицу Красная Гора и 2-й Гончарный переулок.
Почтовый индекс улицы — 142200 и 142211.
На участке с начала улицы до пересечения с улицей Володарского (в районе Шуруповского моста) Тульская улица имеет двустороннее движение транспорта. На участке от улицы Володарского до Оборонной улицы осуществляется одностороннее движение транспорта. Одностороннее движение идет со стороны Оборонной улицы в сторону улицы Володарского.

## Примечательные здания и сооружения

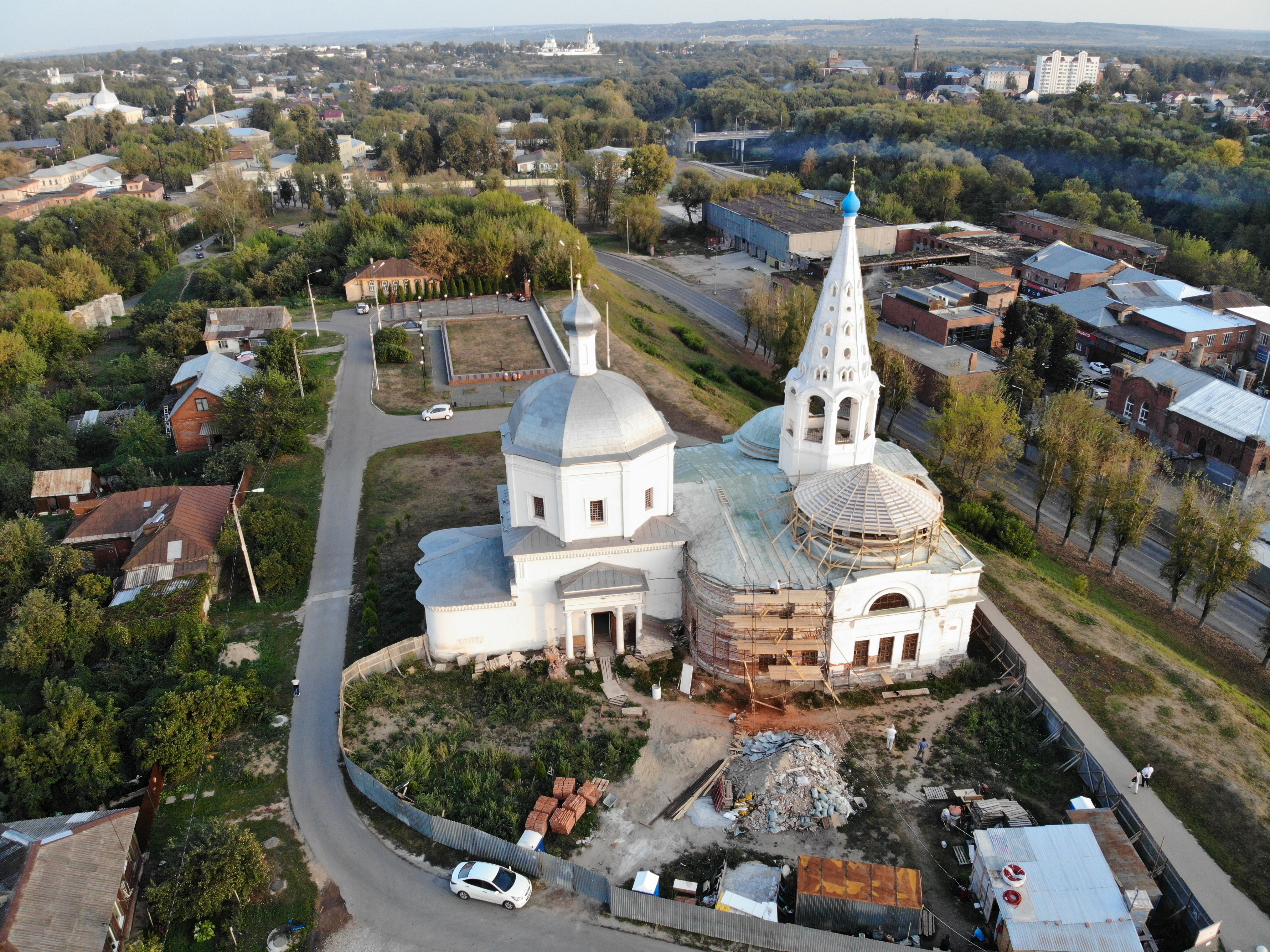
Троицкий собор на Соборной горе. Справа под горой видна Тульская улица

- Конный клуб на пересечении улиц Тульская, Советская и Нижняя Серпейка.
- Памятник архитектуры чугунно-литейный завод Берданосова (позднее Коншина) — владение 5.
- Памятник воинам — работникам чугунно-литейного завода Бердасова (позднее Коншина) — напротив владения 5.
- Жанровая скульптурная композиция «Рыбаки» — напротив владения 2А. Автором проекта является Илья Дюков — известный скульптор из Серпухова[2]. Открытие композиции состоялось 6 сентября 2018 года. Скульптурная композиция выполнена в бронзе в натуральную величину и представляет собой три фигуры — старый рыбак, его внук, помогающий удить рыбу и кот-воришка[3].
- Смотровая площадка Серпуховского кремля — рядом с владением 2А.
- Хачкар (каменный памятный крест ручной работы) — пересечение с улицей Володарского. Автором проекта является скульптор Степанян со своими тремя братьями[4]. Хачар привезен специально их Еревана и выполнен из туфа — горной породы, которая обладает антикоррозийными свойствами и хорошо поддается обработке. На торжественной церемонии открытия памятника присутствовали представители местной администрации (Мэр города Серпухова), а также посол Армении в России Вардан Тоганян. Хачкар прошел обряд освещения, который провел викарий Российской и Ново-Нахичеванской Епархии Армянской Апостольской церкви иеромонах Арутюн Кирокосян.
- Церковь Казанской иконы Божией матери в Серпухове — улица Верхние Гончары, владение 19.
- Церковь Успения Пресвятой Богородицы (Успенская церковь) — улица Володарского, владение 2. Сооружение первого деревянного храма на этом месте относят к 1620 году.
- Мемориал Великой Отечественной войны — улица Володарского на пересечении с переулком Володарского.
- Церковь Илии Пророка (Ильинская церковь) — улица Володарского, владение 2А. Храм был возведен в 1748 году на средства купеческой семьи Поповых. Отличительной особенностью храма является то, что он единственный из храмов Серпухова избежал закрытия в период Советской власти.[5]
- Церковь Троицы Живоначальной в Серпухове — улица Ситценабивная, владение 3.
- Фрагменты (останки) стен Серпуховского каменного кремля — между переулком Володарского и улицей Нижняя Серпейка.
- Троицкий собор (Собор Троицы живоначальной) — улица Красная гора, напротив владения 12. Возведение храма на Соборной (Красной) горе относят к 1380 году. Один из древнейших храмов города Серпухова был выполнен из дерева. С ходом времени деревянная постройка устаревала и уже к середине XVI века храм был полностью заменен на каменные постройки. В 1669 году сильный пожар практически полностью уничтожил строение храма, и только спустя 30 лет начались восстановительные работы. В середине 2010-х годов снова стал актуальным вопрос проведения масштабных восстановительных работ в Троицком соборе. Работы идут до сих пор при финансовом участии Администрации городского округа Серпухов и на средства от пожертвований неравнодушных прихожан[6][7].
- Братская могила Советских солдат, погибших во время Великой Отечественной войны — улица Красная гора, напротив владения 12.
- Памятник Воину-освободителю — памятник воинской и боевой славы воинов, погибших в годы Великой Отечественной войны (входит в состав мемориала) на Соборной горе — улица Красная гора, вблизи владения 10. Автор памятника советский скульптор Евгений Викторович Вучетич.
- Тихвинская часовня иконы Божией Матери — улица Советская, вблизи владения 2, у Варгинского моста.
- Собор Николая Чудотворца Белого — Калужская улица, владение 26/12. Часовня была построена на средства серпуховского купца Николая Ивановича Варгина (как и расположенный рядом мост через реку Нару — Варгинский мост) и освящена в 1904 году[8].
- Религиозное объединение Серпуховское благочиние (православный храм) — Калужская улица, владение 30.

## Транспорт
Движения общественного транспорта по Тульской улице не осуществляется.